# Земя на Войновичи
Земята на Войновичи или още и Държавата на Войновичи или на Никола Алтоманович е краткотрайна сръбска средновековна държава, съществувала през ХІV век, след разпада на Душановото царство.